# Mike Ezell

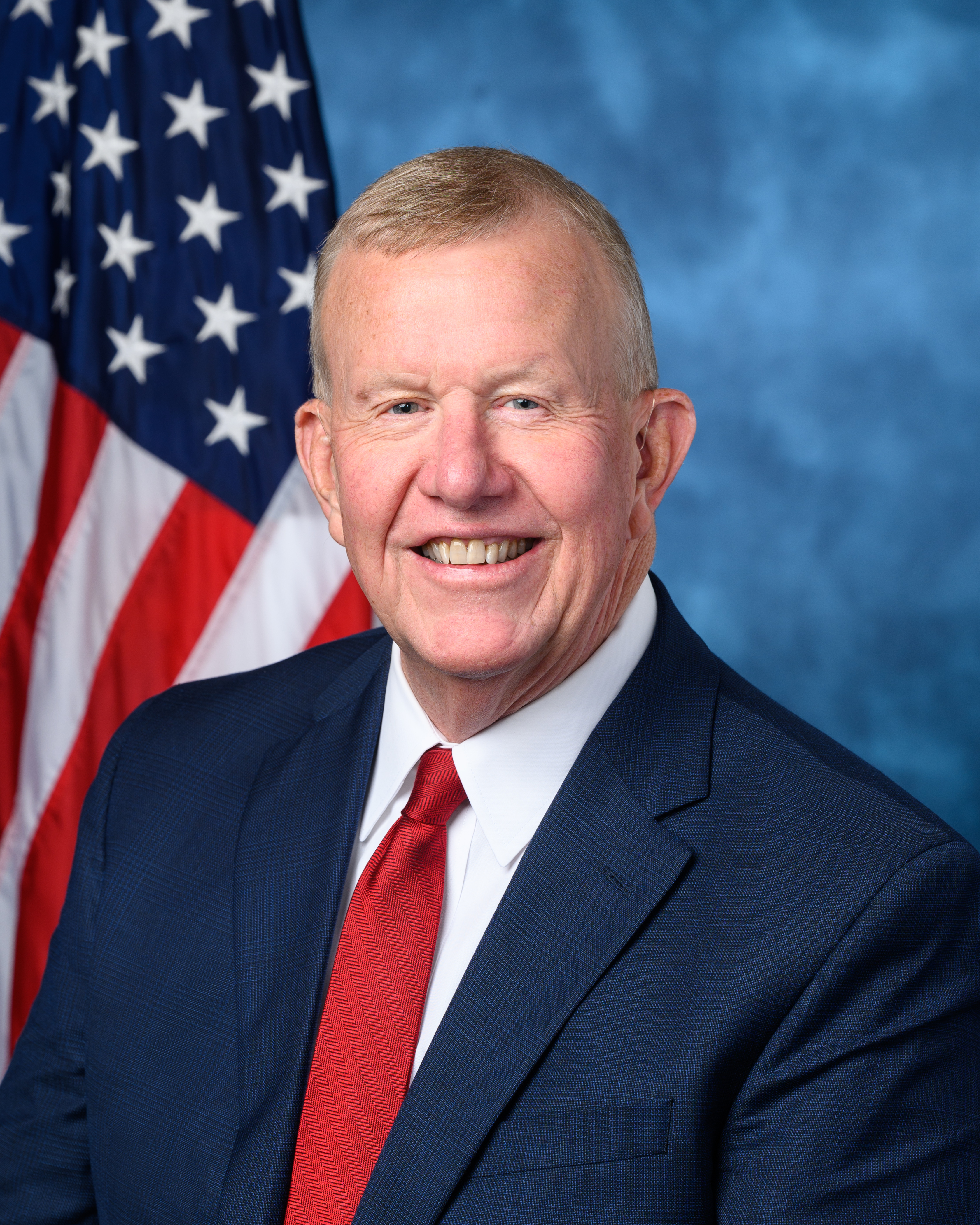
Offizielles Porträt von Mike Ezell 2023

Mike Ezell (* 6. April 1959 in Pascagoula, Mississippi) ist ein US-amerikanischer Politiker der Republikanischen Partei. Seit dem 3. Januar 2023 vertritt er den 4. Kongresswahlbezirk des Bundesstaates Mississippi im Repräsentantenhaus der Vereinigten Staaten.

## Familie, Ausbildung und Beruf
Ezell stammt aus Mississippi und besuchte dort die High School, die er 1977 abschloss. Er arbeitete als Polizist in verschiedenen Positionen. 1997 erlangte er einen Bachelor in Strafrechtspflege an der University of Southern Mississippi, Hattiesburg.
Ezell ist verheiratet und hat eine Tochter.

## Politik
Ezell wurde 2014 für den vakanten Posten des Sheriffs von Jackson County, Mississippi ernannt und 2015 und 2019 in regulärer Wahl wiedergewählt.
Er nahm 2022 an der republikanischen Vorwahl gegen den Amtsinhaber Steven Palazzo teil und unterlag Palazzo im ersten Wahlgang, konnte sich aber für eine Stichwahl qualifizieren und ihn in dieser besiegen. Palazzo hatte mit Vorwürfen zu kämpfen gehabt, dass er Wahlkampfmittel missbraucht habe. In der allgemeinen Wahl gewann Ezell mit 73 % der Stimmen gegen den Demokraten Johnny DuPree. Seit 3. Januar 2023 ist Ezell Mitglied des Repräsentantenhauses.
Bei der folgenden Kongresswahl 2024 setzte sich Ezell klar in der Vorwahl gegen Carl Boyanton und Michael McGill durch. Die Hauptwahl gegen den Demokraten Craig Raybon konnte er dann mit 73,9 % für sich entscheiden.